# 541. Grenadier-Division
Die 541. Grenadier-Division war eine deutsche Infanteriedivision im Zweiten Weltkrieg.

## 541. Sperr-Division

### Aufstellung
Die Division wurde am 7. Juli 1944 auf dem Truppenübungsplatz Groß Born in Pommern unter der Bezeichnung Sperr-Division 541 aufgestellt.

### Auflösung durch Umbenennung
Am 17. Juli 1944 wurde die Division in 541. Grenadier-Division umbenannt.

## 541. Grenadier-Division

### Aufstellung durch Umbenennung
Die Grenadier-Division wurde wenig später unter Befehl von Generalmajor Wolf Hagemann bei Gegenangriffen der 2. Armee am westlichen Bug eingesetzt.

### Auflösung durch Umbenennung
Einige Monate später, am  9. Oktober 1944, wurde die Division in 541. Volks-Grenadier-Division unbenannt.

## 541. Volksgrenadier-Division

### Aufstellung durch Umbenennung
Die 541. VGD hielt eine Frontlinie gegenüber der sowjetischen 50. Armee zwischen Narew und Bober. Am 22. Januar 1945 musste infolge der Schlacht um Ostpreußen die Osowiec geräumt werden.